# César Canessa
César Eduardo Canessa Etcheverry (Montevideo, Uruguay, 5 de mayo de 1915 - Montevideo, Uruguay, 6 de abril de 2001), fue un magistrado uruguayo, quien se desempeñó como miembro del Tribunal de lo Contencioso Administrativo entre 1977 y 1984.

## Primeros años
Nació en Montevideo el 5 de mayo de 1915,hijo de Héctor Carmelo Canessa y de Eloísa Inés Etcheverry. 
Cursó estudios en la Facultad de Derecho de la Universidad de la República, donde obtuvo el título de abogado.

## Juez de distrito
En diciembre de 1946 fue nombrado Juez de Distrito de la cuarta sección judicial de Montevideo.

## Cargos administrativos
En diciembre de 1950 fue designado Actuario del Juzgado de Paz de la novena sección judicial de Montevideo, pasando en setiembre de 1951 a ocupar el mismo cargo en el Juzgado de Paz de la 13° sección de la misma ciudad.
En marzo de 1952 fue nombrado Director de Secciones de la Suprema Corte de Justicia.
En julio de 1954 pasó a ocupar el cargo de Secretario Letrado del Tribunal de Apelaciones en lo Civil de Tercer Turno,en el que permaneció durante dieciocho años.

## Juez Letrado en la capital
En febrero de 1973 fue designado Juez Letrado del Trabajo de Segundo Turno, pasando en octubre de 1975 a ocupar el cargo de Juez Letrado del Trabajo de Segunda Instancia de Segundo Turno.
En febrero de 1976 fue trasladado al Juzgado Letrado en lo Civil de Segundo Turno.

## Tribunal de Apelaciones
En marzo de 1977 fue ascendido a ministro del Tribunal de Apelaciones del Trabajo,en el que permaneció durante solo unos meses.

## Tribunal de lo Contencioso Administrativo
En efecto, el 19 de octubre de 1977 fue elegido en forma unánime por el Consejo de la Nación como miembro del Tribunal de lo Contencioso Administrativo, junto a Carlos Maestro Toletti y a Ramiro López Rivas, para cubrir las vacantes generadas por los ceses de Horacio Hughes, Arturo Figueredo y Gilberto Echeverry.
Fueron los primeros magistrados en ingresar al Tribunal de lo Contencioso Administrativo luego del dictado del Decreto Constitucional-Acto Institucional número 8, el 1 de julio de 1977, en el marco de la dictadura cívico militar instaurada en 1973, por el que se modificaron las normas constitucionales referentes a dicho tribunal, dejando de funcionar en forma independiente de los poderes del Estado y pasando a depender administrativamente del Poder Ejecutivo bajo la denominación de Justicia Administrativa.
Canessa ocupó la Presidencia del TCA en el año 1980.
El 10 de noviembre de 1981 se dictó el Decreto Constitucional-Acto Institucional número 12, que derogó el número 8 y restableció la autonomía del TCA como organismo respecto del Ministerio de Justicia.
Canessa se retiró del Tribunal a principios de 1984. La vacante que generó su cese fue cubierta en marzo del mismo año por el Consejo de la Nación con la designación de Héctor Clavijo.

## Vida personal. Fallecimiento
Contrajo matrimonio en 1948 con Fanny María Rosa Sorín Rodríguez,con quien tuvo seis hijos, Fanny María, Héctor Martín, Elida María, María del Carmen, César y María del Rosario Canessa Sorín.
César Canessa falleció en Montevideo el 6 de abril de 2001,un mes antes de cumplir 86 años de edad.